# Kuća Katunarić u Splitu
Kuća Katunarić je kuća u Splitu, Hrvatska, na adresi Zrinsko-Frankopanska 10.

## Opis
Stambena uglovnica nepravilnog "L" tlocrta izgrađena je 1913. za slikara Antu Katunarića, prema projektu Petra Senjanovića. Razigranosti volumena osobito doprinosi trokatni kutni rizalit na čijem je prvom katu trostrani erker čiji završetak čini terasu drugog kata, a na trećem katu je mali polukružni balkon s jednostavnom ogradom od kovanog željeza. Rizalit završava ravnom terasom i isturenom strehom na betonskim profilima. Atelje slikara Katunarića nalazio se u potkrovlju. Pored arhitektonskih i urbanističkih vrijednosti, kuća ima i važno mjesto u opusu Petra Senjanovića, kojeg karakterizira vješto spajanje lokalnih vrijednosti dalmatinskog graditeljstva i secesijskih arhitektonskih elemenata.

## Zaštita
Pod oznakom Z-5797 zavedena je kao nepokretno kulturno dobro - pojedinačno, pravna statusa zaštićena kulturnog dobra.